# Clayton Stephenson
Clayton Stephenson (* 1999 in New York City) ist ein amerikanischer Pianist.

## Leben
Stephenson wuchs in New York auf und wurde im Alter von zehn Jahren mit einem Stipendium in das Pre-College der Juilliard School aufgenommen. Später wurde er von der Lang-Lang-Stiftung gefördert. Derzeit (Stand 2023) studiert er Wirtschaft in Harvard und Klavier am New England Conservatory.
2015 erhielt Stephenson den 3. Preis beim Kissinger Klavierolymp. Im selben Jahr wurde er beim ersten Van-Cliburn-Junior-Wettbewerb in Fort Worth ausgezeichnet. 2022 wurde ihm der Gilmore Young Artist Award verliehen und er kam beim 16. Internationalen Van-Cliburn-Wettbewerb in die Endrunde.
Unter anderem trat Stephenson beim Beethovenfest in Bonn, beim Kissinger Sommer und bei der Fondation Louis Vuitton in Paris auf.Er konzertierte mit Orchestern wie dem Calgary Philharmonic, der Chicago Sinfonietta, dem Louisville Symphony, dem Augusta Symphony und dem Huxford Symphony Orchestra. 2014 spielte er anlässlich des 69. Tag der Vereinten Nationen mit dem International Youth Orchestra im Sitzungssaal der Generalversammlung der Vereinten Nationen.